# Isole dei Poveri
Le isole dei Poveri sono un gruppo di isolotti del mar Tirreno situati di fronte alla Costa Smeralda, nella Sardegna nord-orientale.

Si trovano all'interno del parco nazionale dell'Arcipelago di La Maddalena.